# Alfred Weidenmann
Alfred Weidenmann (Stoccarda, 10 maggio 1918 – Zurigo, 9 giugno 2000) è stato un regista, scenografo e produttore cinematografico svizzero.

## Biografia
Figlio di un artigiano, studia pittura e grafica all'accademia. Il suo primo libro, Jungzug 2, sulla Gioventù Hitleriana, esce nel 1936 e sarà seguito dal Bücher der Jungen ("Libro dei Giovani") nel 1940. Quello stesso anno, si unisce all'esercito del Terzo Reich e viene imprigionato in Francia e poi in Unione Sovietica, prima di essere liberato.
Fu direttore e scenografo, nel 1942, della società Junges Europa. Nel 1945, è catturato dall'Armata Rossa nei pressi di Berlino. Dopo la sua liberazione, si lancia, nel 1953, nella realizzazione di film culturali premiati numerose volte. Contemporaneamente, continua a pubblicare libri per ragazzi. 
Negli anni settanta, realizza numerose serie televisive tedesche, come L'ispettore Derrick o Der Kommissar. Nel 1984, si trasferisce a Zurigo, in Svizzera.

## Filmografia parziale
- Jungbann 2 (1936)
- Hände hoch (1942)
- L'avamposto degli Stukas (Der Stern von Afrika) (1957)
- Sissi a Ischia (Scampolo) (1958)
- Operazione terzo uomo (1965)
- Il caso difficile del commissario Maigret (Maigret und sein größter Fall) (1966)